# Wissensgesellschaft
Der Begriff Wissensgesellschaft bezeichnet eine Gesellschaftsformation in hochentwickelten Ländern, in der individuelles und kollektives Wissen und seine Organisation vermehrt zur Grundlage des sozialen und ökonomischen sowie des medialen Zusammenlebens werden. Allerdings baut grundsätzlich jedes gesellschaftliche System auf Wissen auf. Der analytische Wert des Begriffs „Wissensgesellschaft“ ist umstritten. Der Begriff steht in engem Zusammenhang mit den Begriffen Informationsgesellschaft und Netzwerkgesellschaft sowie der mit Digitalisierung, Datafizierung und dem Internet verbundenen massenhaften Nutzung Digitaler Medien.

## Geschichte des Begriffs
Der Begriff der Wissensgesellschaft wurde unter anderem 1966 vom amerikanischen Politologen Robert E. Lane verwendet (knowledgeable societies). Daniel Bell, amerikanischer Soziologe, popularisierte das Konzept der Wissensgesellschaft 1973 mit seiner Studie The Coming of Post-Industrial Society. A Venture in Social Forecasting. Er versuchte darin zu zeigen, dass theoretisches Wissen die wichtigste Ressource der postindustriellen Gesellschaft darstelle, während in industrialisierten Gesellschaften Arbeit, Rohstoffe und Kapital die zentrale Rolle spielten. Nach Daniel Bell lässt sich der Strukturwandel der Gesellschaft auf ökonomischer Ebene an der Entwicklung zur Dienstleistungsökonomie und in kognitiver Hinsicht an der Einbeziehung von Wissenschaft und Wissensarbeit in die Produktion selbst beobachten.
Als einer der ersten Ökonomen prägte Peter Drucker die Begriffe der „Angestelltengesellschaft“ (1950), des „Wissens- und Kopfarbeiter“ (1960) beziehungsweise den der „Wissensgesellschaft“ (1969). Ausgehend von dem Werk Michael Polanyis, The tacit dimension aus dem Jahr 1966, und dessen Kernaussage, „dass wir mehr wissen, als wir zu sagen wissen“, ist die eigentliche Grundlage für eine inhaltliche Diskussion nach Art, Schaffung und Verwertung der Ressource Wissen eröffnet worden. Die Differenzierung in „implizites Wissen“ und „explizites Wissen“ bildet hierbei einen der wesentlichen Ansätze.
Der Übergang von der Industrie- zur Wissensgesellschaft lässt sich zeitlich nicht genau fixieren. Verschiedene Denker haben ab den 1950er bzw. 1960er Jahren einen Strukturwandel innerhalb der gesellschaftlichen und wirtschaftlichen Ordnung diagnostiziert, der mindestens so bedeutsam sein soll wie der Übergang von der Agrargesellschaft zur Industriegesellschaft. Erzeugung, Nutzung und Organisation von Wissen wurden als zentrale Quellen von Produktivität und Wachstum begriffen. Allerdings wird schon in der klassischen sozialwissenschaftlichen Literatur darauf hingewiesen, dass bereits die Industrialisierung eine wissensbasierte Gesellschaft voraussetzt, in der ein ent-traditionalisierter, systematischerer Umgang mit Wissen praktiziert wird.
Karl Marx zum Beispiel sieht die Systematisierung, Verwissenschaftlichung und Technisierung der betrieblichen und gesellschaftlichen Wissensbestände vor allem als Mittel zum Zweck kapitalistischer Herrschaftsstrukturen. Max Weber verweist im Zuge einer umfassenden Analyse der europäischen Geistesgeschichte auf die Berechen- und Kalkulierbarkeit wirtschaftlicher Prozesse als Indikatoren für eine rationale Wirtschaft. Er rückt im Zuge dessen die Bürokratie als besondere Form des Umgangs mit Wissen in den Mittelpunkt, die er als Herrschaft durch Wissen analysiert. Der Zusammenhang von Wissen und Macht bzw. Wissen und seine Legitimierung wurde später auch von Michel Foucault bzw. Jean-François Lyotard untersucht.
Im Unterschied zu den Diskussionen der 1960er Jahre problematisieren die Debatten bezüglich der Wissensgesellschaft ab Ende des 20. Jahrhunderts auch den globalen Charakter der beobachteten Rationalisierungsprozesse und die Zunahme von Nicht-Wissen in der Wissensproduktion und damit verbundene Unsicherheiten, Risiken und Paradoxien.
Ausgehend von Helmut Willke wird das Schlagwort von der Wissensgesellschaft um das Jahr 2000 herum zunehmend von politischen Parteien und Interessenverbänden besetzt. Der Umstand, dass immer mehr Menschen Zugang zu immer mehr Wissen haben, stellt das Herrschaftswissen des Staates in Frage und ermöglicht eine Demokratisierung politischer Entscheidungsprozesse durch Partizipation informierter Bürger in der Bürgergesellschaft.

## Wissensökonomie
Der Wandel hin zu einer Wissensgesellschaft betrifft auch die Ökonomie. Auf europäischer Ebene findet die Idee im Rahmen einer auf Erhöhung der Wettbewerbsfähigkeit ausgerichteten Wirtschafts- und Gesellschaftspolitik ihren Niederschlag in der sog. „Lissabon-Strategie“. Dabei werden Rankings für Volkswirtschaften vorgenommen, wobei zwischen „forschungsintensiver Produktion“ und „wissensintensiven Dienstleistungen“ unterschieden werden kann.
Da die Wissensgesellschaft anstelle der Verwertung von fixem Sachkapital von immateriellem Kapital ausgeht, das nicht mehr mit klassischen Methoden (Produktmenge pro Zeitspanne) gemessen werden kann, wäre nach André Gorz die angemessene Ökonomie für eine Wissensgesellschaft ein Wissenskommunismus. Gefragt ist nicht formelles, abrufbares Wissen, sondern Formen lebendigen Wissens, wie Erfahrungswissen, Urteilsvermögen, Selbstorganisation usw. Nicht die abgeleistete Arbeitszeit, sondern die „Verhaltenskomponente“ und die „Motivation“ gelten als ausschlaggebende Wertschöpfungsfaktoren. Solche Faktoren werden betriebswirtschaftlich als Humankapital bezeichnet. „Motivation“ bedeutet in diesem Zusammenhang ein Sich-Selbst-Einbringen und Sich-Selbst-Produzieren, während die erwähnte Verhaltenskomponente sich auf Kunden, aber auch auf die innerbetriebliche Zusammenarbeit bezieht.
Pierre Veltz (* 1945) macht in diesem Zusammenhang darauf aufmerksam, dass nicht die von Einzelnen geleistete Arbeit, sondern die Qualität der Verständigungen im Umfeld des Produktionssystems entscheidend ist. Das Humankapital entsteht also nicht individuell im luftleeren Raum, sondern entfaltet sich unter kulturellen Rahmenbedingungen als allgemeines Wissen, das in der primären Sozialisierung weitergegeben wird. Das lebendige Wissen als Quelle der Wertschöpfung produziert, so André Gorz, nichts greifbar Materielles. Es ist vielmehr die Arbeit des sich selbst als Aktivität produzierenden Subjekts.

## Drei-Sektoren-Modell

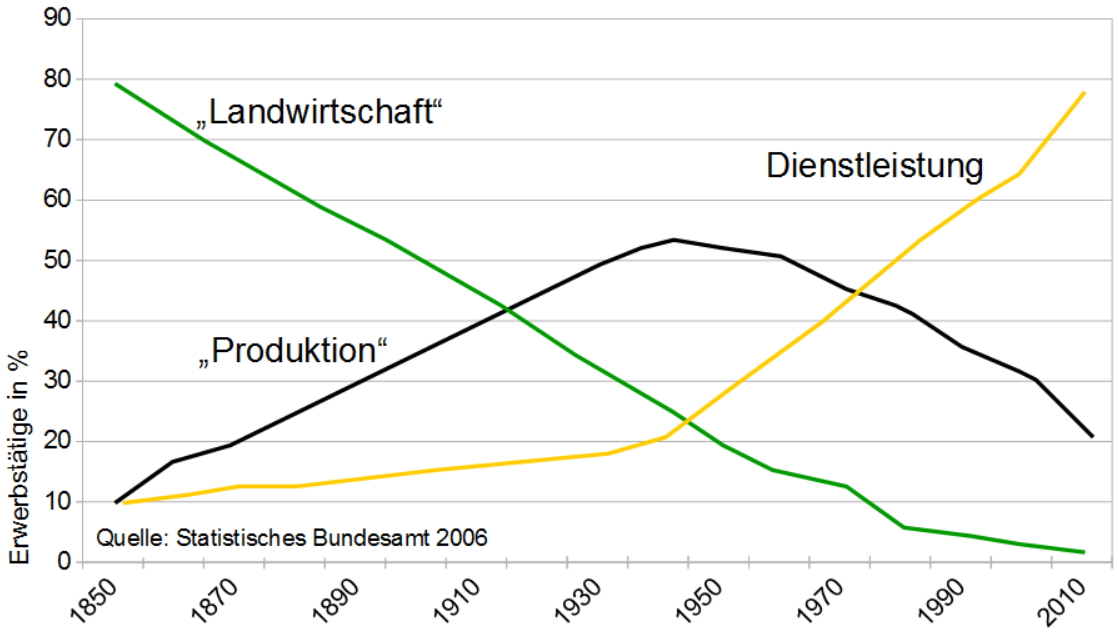
3-Sektoren-Modell

Während in der Landwirtschaft heute noch knapp 2 % der Beschäftigten arbeiten, sind es im verarbeitenden Gewerbe noch knapp 25 %.:S. 11 Die Mehrzahl der arbeitenden Bevölkerung ist im Dienstleistungssektor beschäftigt.
In den 1970er-Jahren begann die Entwicklung, dass in fast allen westlichen Ländern Arbeitsplätze in der Industrie ab- und im Dienstleistungssektor aufgebaut wurden. Dieser Wandel ist in Deutschland geringer ausgeprägt als in anderen europäischen Ländern, in denen teilweise von Deindustrialisierung gesprochen wird. Aber auch in Deutschland hat sich der Anteil des verarbeitenden Gewerbes an der Bruttowertschöpfung von 37 Prozent (1971) auf 23 Prozent (2011) verringert. In Großbritannien lag der Anteil im Jahr 2011 nur noch bei 11 Prozent. Im EU-Durchschnitt liegt dieser Anteil bei 15,5 %.
Es wird erwartet, dass sich das produzierende Gewerbe bei einem Beschäftigtenanteil von 20 % stabilisiert.:S. 118
Seit Mitte der 1960er Jahre hat sich die Produktivität versechsfacht. Damals waren noch fast 50 % der Beschäftigten in Deutschland in der Industrie tätig. Auch Deutschland ist heute kein klassisches Industrieland mehr, und die traditionellen Teile des Dienstleistungssektors verlieren ebenfalls an Gewicht, während die neuen, wissensbasierten Dienstleistungen zum dominanten Wirtschaftssegment aufsteigen.:S. 118

## Vier-„Sektoren“-Modell

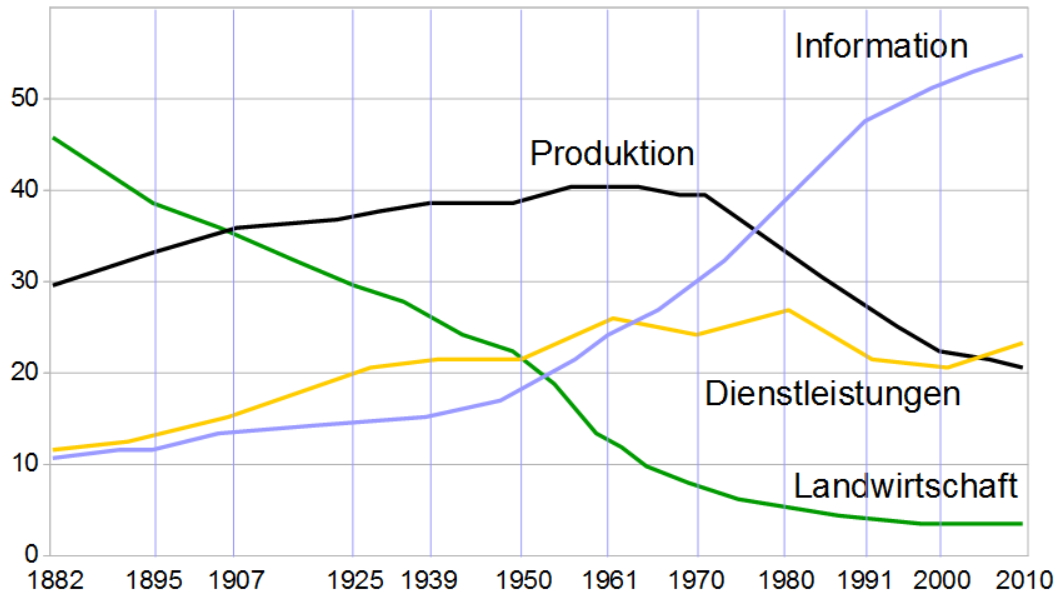
4-„Sektoren“ Modell

Der rasante Zuwachs und die Durchsetzung von Informationstechniken führten um die Jahrtausendwende zu einer Diskussion über die Entstehung eines „vierten Sektors“, des „Informations“-Sektors. Inzwischen wird nicht mehr von einem eigenen Sektor gesprochen, sondern von einem Informations-„Bereich“, in dem die Beschäftigten aller Sektoren dargestellt werden, deren berufliche Tätigkeit einen intensiven Informationsbezug hat.
Während vor wenigen Jahren noch von der Informationsgesellschaft gesprochen wurde, welche die Industriegesellschaft beerben sollte, ist es heute Konsens, dass die Ablösung der Industriegesellschaft treffender durch den Begriff der Wissensgesellschaft umschrieben werden kann.:S. 22

## Charakteristika der Wissensgesellschaft
Die Wissensgesellschaft löst die Vorherrschaft der Industriegesellschaft ab.

„Die westliche Gesellschaft befindet sich im Übergang von der Industrie- zur Wissensgesellschaft, der in seiner dramatischen Wirkung dem Übergang von der Agrar- in die Industriegesellschaft im 19. Jahrhundert in nichts nachsteht.“

Das Wesentliche an der Wissensgesellschaft ist, dass nicht nur der Dienstleistungs-Bereich am stärksten wächst, sondern dass auch in der Industrie der Faktor Wissen zum entscheidenden Wachstums-Treiber wird. Die Aufgabe besteht heute zunehmend darin, nicht das physische Produkt z. B. ein Auto zu verkaufen, sondern Mobilitätsbedürfnisse der Kunden zu befriedigen. Nicht die Maschine repräsentiert den eigentlichen Wert, sondern das, was sie zu leisten imstande ist. Zusätzlich wird das Produkt z. B. über Assistenz-System immer mehr zur Software. Wo und von wem z. B. ein Handy produziert wird, ist heute nebensächlich geworden. Das Wissen um die Bedürfnisse der Zielgruppe und die Konstruktion sind zum wesentlichen Faktor geworden. Und so erfordern viele wirtschaftliche Prozesse in steigendem Maße Spontaneität, Kreativität und Eigenverantwortung.
Damit wird wirtschaftlich nutzbares Wissen:S. 94 zum „wichtigsten Rohstoff“ der Zukunft.
In Deutschland ist am 1. März 2018 das Gesetz zur Angleichung des Urheberrechts an die aktuellen Erfordernisse der Wissensgesellschaft (UrhWissG) in Kraft getreten. Mit diesem Gesetz sollen die Regelungen für die erlaubte Nutzung urheberrechtlich geschützter Werke in Bildung und Wissenschaft an die Bedingungen der digitalen Transformation angepasst werden.
Eine Wissensgesellschaft zeichnet sich auch dadurch aus, dass möglichst viele Bürger über Voraussetzungen verfügen, die es ihnen erlauben, das Angebot an Informationen kritisch und uneingeschränkt zu nutzen, um sich ein eigenes Urteil im Sinne eines vernünftigen Arguments bilden zu können.
Der Netzwerkcharakter des Internets als weltumspannende Vernetzung von Rechnern, der Umgang mit Wissen aus digitalen Informationen, das Aufkommen der digitalen Server-Plattformen und die Rationalisierungspotenziale, die sich daraus ergeben, lässt die Wissensgesellschaft im Rahmen des gegenwärtigen sozialen Wandels eine Konkretisierung in der „digitalen Wissensgesellschaft“ erfahren.

Übergänge von der Industrie- zur Wissensgesellschaft::S. 108
| Sachkapital             | → |  | Wissenskapital            |
| Hierarchie/Kontrolle    | → |  | Vernetzung/Fokussierung   |
| vertikale Kommunikation | → |  | horizontale Kommunikation |
| sequentielle Prozesse   | → |  | simultane Prozesse        |
| Produkte                | → |  | Problemlösungen           |

Wissensarbeit ist dadurch gekennzeichnet, dass das relevante Wissen::S. 135
- kontinuierlich revidiert,
- permanent als verbesserungsfähig angesehen,
- prinzipiell nicht als Wahrheit, sondern als Ressource betrachtet wird und
- untrennbar mit Nichtwissen gekoppelt ist.

Wissensarbeit zielt::S. 135
- auf Wissensgenerierung, diese zielt
- auf Innovation, diese
- auf die Sicherung und Stärkung der Wettbewerbsfähigkeit von Unternehmen unter den verschärften Anforderungen globalisierter Märkte.

Mit dem vermehrten Wissen steigt auch das Nicht-Wissen. Damit einher geht eine höhere Unsicherheit und ein Rückgang der Prognosefähigkeit.:S. 106 Diese Unsicherheit ist nicht zuletzt ausgelöst von der Erwartung, dass der mit der Wissensgesellschaft verbundene Wandel kein Ende haben wird und das eigene Wissen ständig einer Revision unterzogen werden muss.:S. 108
Die Wissensgesellschaft ist nicht zu verwechseln mit einer Wissenschaftsgesellschaft. Das relevante Wissen besteht vielmehr sowohl aus wissenschaftlichen Informationen als auch aus gewonnenem Erfahrungswissen.:S. 135

## Veränderung von Lebens- und Arbeitsbedingungen
Es ist eine gegenseitige Verstärkung von Wissensgesellschaft und der Globalisierung zu beobachten.:S. 94 Durch die Abwanderung von zunehmend komplexer werdenden Produktionsprozessen kommen die westlichen Länder in die Lage, die eigene Wertschöpfung immer mehr in Prozessen, Ideen und Kreativität zu suchen. Das physische Produkt wird zunehmend zum Commodity (deutsch: Massenware, Standardartikel). Kapital und Rohstoffe werden mehr und mehr durch Wissen ersetzt, wobei letzteres noch zu beweisen ist, denn derzeit ist eher zu beobachten, dass Wissen nicht die bisherigen materiellen Produkte ersetzt, vielmehr ist die Warenproduktion bislang in absoluten Zahlen noch immer angestiegen.:S. 121
Mit der Globalisierung geht eine Aufhebung der räumlichen Entfernungen einher, die zu einem verstärkten globalen Innovations- und Standort-Wettbewerb führt.:S. 94
Durch diese Wettbewerb-Verschärfung wird der Ruf nach Leistungsträgern lauter und der Graben zwischen Gering- und Hochqualifizierten wird weiter zunehmen. Die „Herausbildung neuer Formen der Ungleichheit“ wird in gewisser Weise als Kollateralschaden der Wissensgesellschaft angesehen.:S. 136 Die Verlagerung von gering qualifizierten Tätigkeiten hat zur Folge, dass in Deutschland fast 60 Prozent aller Arbeitsplätze durch Automaten, Software, Prozesse und Roboter ersetzt werden könnten.
Investitionen im Bildungsbereich werden zu einem der Schlüsselfaktoren, denn die Wissensgesellschaft treibt uns zum Aufbau neuer Kompetenzen.
Immer neue Reformen des Bildungs- und Ausbildungssystems treiben Lehrende und Lernende zu zusätzlichen Leistungen an.
„Die Talente von morgen sind der Treibstoff für die künftige Entwicklung der Wirtschaft.“ In Kombination mit einer erhöhten weltweiten Mobilität führt das zum War for Talents verbunden mit der Notwendigkeit, die eigenen Mitarbeiter stärker an sich zu binden. Gleichzeitig ist eine Zunahme atypischer und prekärer Beschäftigung zu beobachten.:S. 12
„Offener Zugang“ (Open Access) lautet das Gebot der Stunde. Dank Internet hat die Digitalisierung des Weltwissens begonnen, ohne dass allerdings bereits jemand wüsste, wie Wissen im Internet global zu organisieren wäre.
Das veränderte Informations-Angebot, die Informations-Kompetenz und das Informations-Verhalten hat Auswirkungen auf Bedürfnisse und Gewohnheiten. In vielen Branchen werden Teile der Wertschöpfungsschritte auf die Kunden verlagert. Gleichzeitig wird versucht das Wissen der eigenen Kunden in der Entwicklung nutzbar zu machen.
Für Unternehmen wird der Zwang zu fortwährender Veränderung dazu führen, dass man verstärkt mit externen Spezialisten zusammenarbeitet.
Auch bei vielen abhängig Beschäftigten verlieren Ort und Zeit für die Erledigung der Arbeit an Bedeutung. Dadurch gerät das bisherige Organisations-, Management- und Führungsverständnis unter Druck. Einmal mehr wird nach der lernenden Organisation gerufen und die Belegschaft wird aufgerufen „das Bestehende grundsätzlich und immer wieder infrage zu stellen“. Den Unternehmen wird von ihren Wirtschaftsverbänden zugerufen, die „Fragezeichen müssen von oben wirklich gewollt sein“ und es wird gefordert, dass „der Ruf nach sofort sichtbaren Ergebnissen“ keinen Platz mehr hätte, sondern dass an Stelle von Aktionismus und Symbolik strategische Ziele und stabile Strukturen jetzt das Gebot der Stunde seien.
Die deutsche Arbeits- und Wirtschaftskultur tut sich insgesamt eher schwer mit der Wissensgesellschaft und ihren Möglichkeiten, besonders weil es mit der industriellen Produktion um die Veränderung deutscher Kernkompetenzen geht.

## Hoffnungen und Ängste
Es besteht die Hoffnung, dass die vielen gesellschaftlichen Herausforderungen vor denen die Menschheit steht – etwa die enormen globalen Umweltgefahren –, mithilfe der Wissensgesellschaft gelöst werden können. Dies ist eine Aufgabe, die zuvor den technikorientierten Fachbereichen der Wissenschaft zugeschrieben wurde.
Mit der Wissensgesellschaft waren bereits bei Daniel Bell sehr viele Sehnsüchte verbunden, der ein „Ende der Ideologie“ erwartete. Ralf Dahrendorf wird zitiert, der „ein Zeitalter, welches durch die rauen Gesetze der Industrie geprägt worden war, seinem Ende entgegen gehen“ sah.
Heute gibt es die Sehnsucht auf „Wiederentdeckung der wahren Werte“ und die Erwartung, dass sich die Gesellschaft hauptsächlich geistigen und intellektuellen „Gütern“ hinwendet. Und damit dies in den Fokus rückt, wird dafür geworben, dass jetzt wo wir am „Eingang zur Wissensgesellschaft“ stehen, die „richtige Zeit für eine Wertediskussion“ wäre.
„Gegenwärtig sind wir Zeugen, wie immer mehr Dienstleistungen in industriell gefertigte Systeme und Konsumgüter umgewandelt werden.“ Die industrielle Logik weicht insoweit nicht einer Wissensgesellschaft, sondern sie wird sogar noch auf die Dienstleistungsgesellschaft ausgeweitet.
Auch wird vorläufig noch nicht erwartet, dass die Orientierung auf Erwerbsarbeit schwindet. Die Zahl der Beschäftigten könnte sogar noch weiter zunehmen, die subjektive Bedeutung der Arbeit wird jedoch für viele im Vergleich zu anderen Lebensaufgaben und -tätigkeiten eher abnehmen.:S. 120 Es wird aber die Gefahr gesehen, dass sich Teile der Beschäftigten durch die Wissensgesellschaft überfordert fühlen könnten.